# 달랏관코박쥐
달랏관코박쥐(Murina harpioloides)는 애기박쥐과에 속하는 박쥐의 일종이다. 베트남의 토착종이다.

## 특징
작은 크기의 박쥐로 몸길이는 35mm, 전완장은 28.4~29.7mm이다. 꼬리 길이는 30.5mm, 귀 길이는 12.3mm이고, 몸무게는 최대 4.2g이다.